# جان بامستید
 جان بامستید  (به انگلیسی: John Bumstead) (زاده ۲۲ نوامبر ۱۹۵۸ - لندن) بازیکن سابق فوتبال اهل انگلستان است. وی سابقه عضویت در باشگاه چلسی و چارلتون را دارد.